# Coelorhyncidia flammealis
Coelorhyncidia flammealis là một loài bướm đêm trong họ Crambidae.